# American Woman Suffrage Association

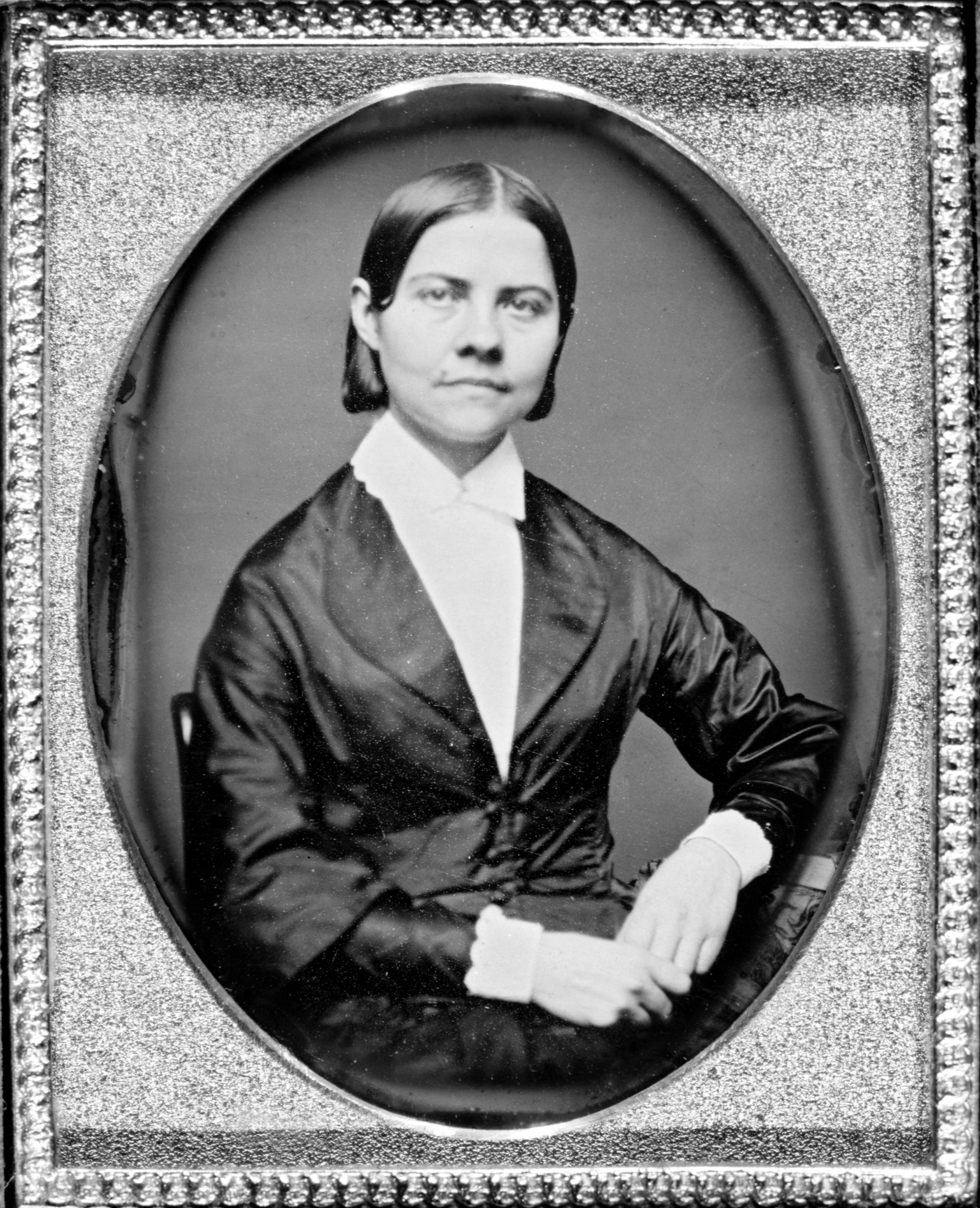
Lucy Stone, die Mitbegründerin der AWSA und des Woman’s Journal

Die American Woman Suffrage Association (AWSA) war eine 1869 gegründete Organisation in den Vereinigten Staaten, die nur ein Ziel verfolgte. Sie wollte durch Lobbyarbeit bundesstaatliche Regierungen beeinflussen, Gesetze zu erlassen, die das Frauenwahlrecht einführen oder ausweiten sollten. Ihre prominenteste Führerin, Lucy Stone, fing 1870 an, eine Wochenzeitschrift herauszugeben, die „Woman’s Journal“ hieß. Als Stimme der AWSA entworfen, wurde sie allmählich das führende Blatt der gesamten Frauenbewegung.
1890 vereinigte sich die AWSA mit der konkurrierenden Organisation, der National Woman Suffrage Association. Der neue Verband nannte sich National American Woman Suffrage Association und wurde anfangs von Susan B. Anthony und Elizabeth Cady Stanton geleitet, die zuvor die Führerinnen der NWSA gewesen waren.

## Vorgeschichte und Doppelgründung

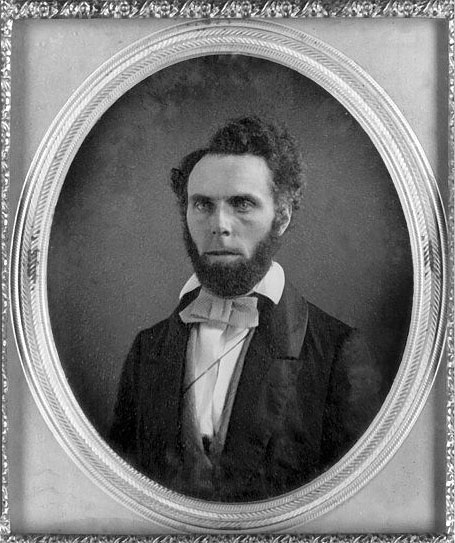
Henry Blackwell, Lucys Ehemann in jungen Jahren, Mitherausgeber des Woman’s Journal

Nach dem Bürgerkrieg gründeten 1866 Führer der Abolitionismus-Bewegung und der Frauenwahlrechtsbewegung die American Equal Rights Association (AERA), um ohne Ansehen von Rasse und Geschlecht das Bürgerrecht auf Wahlbeteiligung durchzusetzen. Meinungsunterschiede unter den Gruppenmitgliedern, die von Anfang an bestanden hatten, offenbarten sich während des Kampfes um die Ratifizierung zweier Verfassungszusätze (So genannte „Amendments“ zur Verfassung der Vereinigten Staaten).
Das vorgeschlagene 14. Amendment, das gleichen gesetzlichen Schutz für alle Bürger garantierte, ungeachtet von Rasse, Farbe, Glauben oder vorherigem Dienstverhältnis, fügte das Wort „männlich“ zum ersten Mal der Verfassung hinzu. Das vorgeschlagene 15. Amendment weitete das Wahlrecht auf afroamerikanische Männer aus, aber nicht allgemein auf die Frauen. Indem es seiner umstrittenen Übereinkunft von 1869 folgte, löste sich der Verein AERA auf. Dies führte zur Bildung von zwei neuen Frauenrechtsorganisationen, die sich um das Frauenwahlrecht bemühen wollten, die National Woman Suffrage Association (NWSA) und die American Woman Suffrage Association (AWSA).
Die AWSA wurde im November 1869 während eines Kongresses in Cleveland begründet, der von den Vorständen der New England Woman Suffrage Association (NEWSA) organisiert worden war. Diese war im November 1868 als Teil einer sich entwickelnden Spaltung in der Frauenbewegung entstanden. Die AWSA und die NEWSA arbeiteten getrennt, aber mit einer sich teilweise überlappenden Vorstandschaft.
1870 begann Lucy Stone, die Führerin der AWSA, eine acht Seiten starke Wochenzeitung herauszugeben, die sich als Stimme der AWSA Woman’s Journal nannte. Allmählich wurde sie das maßgebende Blatt für die gesamte Frauenbewegung.
Die radikalere NWSA, geführt von Elizabeth Cady Stanton und Susan B. Anthony, verurteilte das 15. Amendment als eine Ungerechtigkeit den Frauen gegenüber. Die AWSA war die konservativere der zwei Gruppierungen. Seine Begründer, einschließlich Lucy Stone, Henry Browne Blackwell, Julia Ward Howe und Josephine Ruffin, unterstützten ganz stark die Republikanische Partei und das 15. Amendment, das, wie sie meinten, nicht durchgesetzt werden könne, wenn es auch noch das Wahlrecht für Frauen enthielte. Ein weiteres Mitglied war die bekannte Abolitionistin und Frauenrechts-Anwältin Sojourner Truth.

## Vergleich zur NWSA
Die AWSA unterschied sich in mehreren Dingen von der NWSA:
- Die AWSA ließ sowohl Männer als auch Frauen als Mitglieder zu, die NWSA nur Frauen.
- Die AWSA wollte nicht für andere Probleme der Geschlechtergleichheit kämpfen, sie fokussierte ihre Anstrengungen nur auf das Wahlrecht. Die NWSA nahm auch Stellung zu anderen Frauenrechtsproblemen, wie zum Beispiel leichteren Scheidungsgesetzen und einer Beendigung der Diskriminierung von Frauen im Berufsleben und in der Entlohnung.[7]
- Die AWSA glaubte, dass der Erfolg leichter durch Staat-für-Staat-Kampagnen erreicht werden könnte.[8] Als Teil dieser Strategie nahm der Verband eine bundesstaatliche Struktur an und richtete staatliche und lokale Untervereine verstreut über die Vereinigten Staaten ein, vor allem im Osten und Mittelwesten. Die frühe NWSA setzte darauf, das Frauenwahlrecht durch ein Amendment zur Verfassung zu sichern, obwohl man die eigenen Anstrengungen während der 1880er Jahre auch auf die Bundesstaaten ausdehnte.
- Die AWSA unterstützte die herkömmlichen gesellschaftlichen Einrichtungen wie Ehe und Religion. Die NWSA kritisierte Teilaspekte dieser Institutionen, dass sie nämlich gefühlt ungerecht gegenüber Frauen waren.
- Die AWSA verwendete weniger militante Beeinflussungstaktiken, wie zum Beispiel Petitionsfahrten, Reden vor Parlamenten und öffentliche Ansprachen.

Die AWSA gründete auch ihr eigenes Blatt, das Woman’s Journal. Von Lucy Stone herausgegeben brachte es Artikel von Verbandsmitgliedern und Cartoons von Blanche Ames, Lou Rogers, Mary Sigsbee, Fredrikke Palmer und Rollin Kirby. Einige staatliche und lokale Organisationen, die mit der AWSA verknüpft waren, gaben auch Zeitschriften heraus, am bekanntesten sind der Women Voter (New York City), die Maryland Suffrage News (Baltimore) und der Western Woman Voter (Seattle). Die NWSA benutzte Gerichtsprozesse und andere konfrontierende Taktiken, um Aufmerksamkeit für ihr Anliegen zu erzielen.

## Politische Erfolge
Einige bescheidene aber bedeutsame Erfolge für das Frauenwahlrecht ergaben sich in der zwanzigjährigen Periode der Aktivitäten der AWSA. Frauen in zwei westlichen Staaten, Wyoming und Utah, gewannen das Wahlrecht. Jährlich diskutieren mehrere Bundesstaaten über das Frauenwahlrecht, aber keiner setzte es durch. Acht weitere Bundesstaaten überlegten, Volksabstimmungen zu diesem Problem durchzuführen, später war jedoch keine erfolgreich.

## Gründung der „National American Woman Suffrage Association“
Die AWSA war ursprünglich größer als die NWSA, aber sie verlor an Stärke während der 1880er Jahre.
Stanton und Anthony, die führenden Personen in der NWSA, waren in diesem Zeitraum in größerem Maße bekannt als Führerinnen der Wahlrechtsbewegung der Frauen und erwiesen sich als einflussreicher bei der Zielsetzung der Bewegung. Aber es wurde in den 1880er Jahren zunehmend deutlicher, dass die Gruppenrivalitäten kontraproduktiv für die Erreichung des Ziels Frauenwahlrecht waren. Gespräche hinsichtlich eines Zusammenschlusses von AWSA und NWSA begannen 1886.
Nach mehreren Verhandlungsjahren vereinigten sich die Organisationen offiziell 1890 unter dem neuen Namen National American Woman Suffrage Association (NAWSA). Der Vorstand dieses neuen Verbandes schloss folgende Personen ein: Elizabeth Cady Stanton, Susan B. Anthony, Carrie Chapman Catt, Frances Willard, Mary Church Terrell, Matilda Joslyn Gage and Anna Howard Shaw. Stanton diente in einer weitgehend symbolischen Weise als erste Präsidentin der NAWSA, während Anthony in der Realität die führende Kraft war. Dieser Verband der Frauenwahlrechtsbewegung grenzte sich selbst von Gruppierungen der Arbeiterinnen ab und zielte vor allem auf die gehobenen Schichten der Gesellschaft ab.
Die ersten drei Bände des sechsbändigen Werks History of Woman Suffrage waren schon vor dem Zusammenschluss von den zwei Führerinnen der NWSA geschrieben worden. Sie enthielten ein 107 Seiten langes Kapitel über die Geschichte der AWSA, der erbitterten Rivalin der NWSA, lieferte aber viel mehr Informationen über die NWSA selbst, die aus eigener subjektiver Perspektive heraus geschrieben waren. Diese unausgewogene Darstellung der Bewegung beeinflusste die wissenschaftliche Untersuchung in diesem Feld über viele Jahre hinweg. Erst ungefähr in der Mitte des 20. Jahrhunderts erhielt die AWSA gleichermaßen die Aufmerksamkeit der Wissenschaft.